# Лоратадин
Лоратадин — протиалергічний засіб другого покоління, антигістамінний засіб для системного застосування.
Лоратадин — H1-антигістамін другого покоління, ефективний неседативний антигістамінний препарат довготривалої дії зі швидким та вираженим протиалергічним ефектом. Покращення стану зазвичай відмічається вже у перші 30 хвилин після приймання препарату і триває більше ніж 24 години. Лоратадин та його метаболіти не проникають через гемато-енцефалічний бар'єр. Він не впливає на центральну нервову систему, не виявляє антихолінергічної та седативної дії, не спричиняє звикання. Вік пацієнта, наявність ниркової недостатності та/або порушень функцій печінки не впливають на основні показники фармакокінетики. Лоратадин використовує однойменну діючу речовину LORATADINUM, яку містять і інші препарати, розроблені на основі LORATADINUM.

## Показання
Лоратадин показаний для лікування сезонного та цілорічного алергічного риніту, кон'юнктивіту, гострої та хронічної кропив'янки, набряку Квінке, симптомів гістамінергій (псевдоалергічних синдромів), спричинених застосуванням гістамінолібераторів, алергічних реакцій на укуси та ужалення, а також у комплексному лікуванні сверблячих дерматозів (контактних алергодерматитів, атопічних дерматитів, інших шкірних захворювань алергічної природи, гострих та хронічних екзем тощо).

## Побічні ефекти
Реакції гіперчутливості, подразнення слизової оболонки носа, збільшення кількості виділень з носа, свербіж, сухість у роті, розлади ШКТ.
Коротка характеристика профілю безпеки[джерело?]. У клінічних дослідженнях з участю дорослих і підлітків при застосуванні лоратадину в рекомендованій дозі 10 мг на добу при показаннях, що включають алергічний риніт і хронічну ідіопатичну кропив'янку, про побічні реакції повідомляли у 2 % пацієнтів (що перевищує показник у пацієнтів, які отримували плацебо). Частішими побічними реакціями, про які повідомляли частіше, ніж при застосуванні плацебо, були: сонливість (1,2 %), головний біль (0,6 %), посилення апетиту (0,5 %) і безсоння (0,1 %). У клінічних дослідженнях у дітей віком від 2 до 12 років відзначалися такі небажані явища як головний біль (2,7 %), нервозність (2,3 %) або втома (1 %).
Перелік побічних реакцій. Побічні реакції, про які повідомляли у ході постмаркетингового періоду, вказані нижче за класами систем органів. Частота визначена як: дуже часті (≥ 1/10), часті (від ≥ 1/100 до < 1/10), нечасті (від ≥ 1/1000 до < 1/100), поодинокі випадки (від ≥ 1/10 000 до < 1/1000), рідкісні випадки (< 1/10 000), частота невідома (неможливо встановити за наявними даними).
У кожній групі частоти побічні реакції вказані за зменшенням проявів:
- З боку імунної системи: рідкісні випадки — реакції гіперчутливості, включаючи анафілаксію та ангіоневротичний набряк.
- З боку нервової системи: рідкісні випадки — запаморочення, судоми.
- З боку серця: рідкісні випадки — тахікардія, пальпітація.
- З боку травного тракту: рідкісні випадки — нудота, сухість у роті, гастрит.
- З боку гепатобіліарної системи: рідкісні випадки — патологічні зміни функції печінки.
- З боку шкіри і підшкірної клітковини: рідкісні випадки — висипання, алопеція.
- Порушення загального стану і пов'язані зі способом застосування: рідкісні випадки — підвищена втомлюваність.
- Лабораторні показники: частота невідома — збільшення маси тіла.[джерело?]

## Синоніми
Кларитин (Claritin), Claritin-D, Alavert, Alavert D, Allerclear, Diphen, Loradamed, Wal-itin, Wal-itin D, Loratadina, Loratadine, Loratadinum